# Ньюпорт (Нью-Йорк)
Ньюпорт (англ. Newport) — місто (англ. town) в США, в окрузі Геркаймер штату Нью-Йорк. Населення — 2140 осіб (2020).

## Демографія
Згідно з переписом 2010 року, у місті мешкали 2302 особи в 876 домогосподарствах у складі 612 родин. Було 950 помешкань
Расовий склад населення:
| - 97,7 % — білих - 0,6 % — чорних або афроамериканців - 0,2 % — азіатів |

До двох чи більше рас належало 1,3 %. Частка іспаномовних становила 0,8 % від усіх жителів.
За віковим діапазоном населення розподілялося таким чином: 25,2 % — особи молодші 18 років, 60,7 % — особи у віці 18—64 років, 14,1 % — особи у віці 65 років та старші. Медіана віку мешканця становила 40,8 року. На 100 осіб жіночої статі у місті припадало 94,6 чоловіків;  на 100 жінок у віці від 18 років та старших — 93,9 чоловіків також старших 18 років.
Середній дохід на одне домашнє господарство  становив 64 731 долар США (медіана — 51 701), а середній дохід на одну сім'ю — 73 859 доларів (медіана — 67 083). Медіана доходів становила 47 016 доларів для чоловіків та 38 485 доларів для жінок. За межею бідності перебувало 8,4 % осіб, у тому числі 12,1 % дітей у віці до 18 років та 8,3 % осіб у віці 65 років та старших.
Цивільне працевлаштоване населення становило 1034 особи. Основні галузі зайнятості: освіта, охорона здоров'я та соціальна допомога — 28,9 %, будівництво — 15,2 %, роздрібна торгівля — 9,9 %, виробництво — 8,8 %.